# Имран (имя)
Имра́н — мужское личное имя арабского происхождения. 
Имран (араб. عمران‎) — в Коране отец Марьям. Упоминается в Коране трижды: (3:33), (3:35), (66:12). На постсоветском пространстве производная от этого имени фамилия имеет форму Имранов у мужчин и Имранова у женщин.